# Lasiorhynchites syriacus
Lasiorhynchites syriacus – gatunek chrząszcza z rodziny tutkarzowatych i podrodziny Rhynchitinae.
Gatunek ten został opisany w 1869 roku przez Jules Desbrochersa des Logesa jako Rhynchites syriacus.
Ciało i odnóża czerwone do ciemnoceglastych. Pokrywy metalicznie błyszczące, zwykle ceglaste, rzadziej ciemnoniebieskie bądź czarne. Powierzchnia ciała i pokryw gładka. Głowa z tyłu nieprzewężona. Człony buławki czułków ciemniejsze niż człony od 1 do 4. Ryjek od 0,8 do 1 razy tak długi jak przedplecze, którego tylny brzeg zwykle jest szerszy niż przedni.
Znajdowany zwykle na dębach skalnych i taborach.
Chrząszcz palearktyczny, znany z Grecji, Syrii i Izraela.